# Manuela Pedraza
Manuela Pedraza   (Tucumán, 1780 - Buenos Aires, 1850) va ser una militar argentina, protagonista a les invasions britàniques del Riu de la Plata, que va lluitar a la reconquesta de Buenos Aires de 1806. La seva participació fou considerada heroica durant la darrera batalla, per haver lluitat cos a cos amb un soldat anglès que va desarmar. El seu paper va ser reconegut pel comandant de les forces de Buenos Aires, Santiago de Liniers, qui la va declarar heroïna distingida amb el grau d'Alférez, amb una retribució econòmica.

## Orígens
La data de naixement de Manuela Pedraza és desconeguda. Es creu que va néixer vora el 1780 a la Província de Tucumán. El 1806, durant la vigília de la Primera Invasió Anglesa, esdeveniment en què fou protagonista, estava casada amb "el cap d'Assemblea José Miranda, asturià", i residia "a la segona Caserna, 6a illa, sendera a l'est", de la ciutat de Buenos Aires. És a dir, sobre el carrer de la Reconquesta, abans d'arribar a la cantonada de l'Avinguda Corrientes. Manuela era veïna d'Ana Perichon, amant de Santiago de Liniers, que vivia a pocs metres de casa seva. Als voltants s'hi instal·laria després el seu compatriota, el diputat a la Junta Grande per Tucumán, Manuel Felipe Molina. Els historiadors creuen que va fugir a Buenos Aires per evadir la condemna social que li significava haver estat mare soltera d'un nen batejat el 6 de maig de 1798, amb el nom de Juan Cruz.

## El seu nom
El seu nom complet era Manuela Hurtado y Pedraza, però era coneguda com a Manuela la Tucumanesa, quan va lluitar per defensar Buenos Aires, o simplement Manuela Pedraza.

## Setge al fort de Buenos Aires
Pedraza va participar en la més important batalla de la reconquesta; es va dur a terme durant tres dies: el 10, 11 i 12 d'agost de 1806. Va combatre als carrers de Buenos Aires per reconquerir la ciutat que estava a les mans dels anglesos. Tots van participar en la lluita, les dones amb el mateix fervor que els homes, entre ells s'hi inclou a Juan Manuel de Rosas, que tenia tretze anys en aquell moment. Quan el combat havia arribat a la seva culminació a la plaça major de la capital de l'Argentina (la Plaza de Mayo), on les forces al comandament de Liniers intentaven prendre la Fortalesa (la Casa Rosada), que era l'últim bastió on s'havien atrinxerat els invasors britànics, una dona del poble es va destacar entre els soldats, un dels quals era el seu marit, a qui havia acompanyat. Per contra, es va inserir, al costat del batalló de Patricis, enmig del foc de metralla anglès i amb un fusell va matar els seus enemics. En el segon dia de la batalla, 11 d'agost de 1806, durant el combat, José de Miranda va caure mortalment ferit per un tret d'un soldat britànic. Manuela va prendre el fusell que va deixar caure el seu marit, i amb aquesta arma, va matar qui havia disparat contra el seu espòs. Després li va arrencar el fusell al soldat britànic mort, que es va mostrar com a trofeu a Santiago de Liniers. Una anècdota de la reconquesta de Buenos Aires el 1806, de la qual existeixen documents, relata que quan Liniers va travessar la Plaça, dirigint-se a prendre possessió del fort de Buenos Aires, acabat de rendir pels anglesos, lluint el seu uniforme amb esquinçalls i forats travessats per tres bales, signes de la dura lluita obstinada, anava acompanyat per una entusiasta torba de milicians majoritàriament desarmats, la seva atenció es va dirigir cap a aquesta brava dona, que li va presentar al Reconqueridor el fusell amb el que ultimés un soldat britànic, plorant la mort del seu marit, caigut en acció.

## Manuela, l'alferes
Conclosa la lluita amb les forces hispanes i la capitulació dels anglesos, Pedraza va lliurar el fusell capturat a l'heroi de la reconquesta, Santiago de Liniers y Bremond, i ell va expressar que la lluita de Pedraza mai no hauria de ser oblidada. Encara que l'elogia, la seva humilitat no sembla necessari esbrinar el seu cognom per al reconeixement de la posteritat. Però la tradició popular es va encarregar de conservar-ho i avui la placa d'un carrer del port ho continua recordant.
L'heroïna va ser recompensada amb el grau d'alferes i va gaudir del sou corresponent. A través dels episodis de les dues invasions, la de 1806 i la de 1807, la hi veu reaparèixer moltes vegades, sempre esforçada, entusiasmant amb la seva paraula i amb la seva acció als reconqueridors primer i als defensors, després, als carrers del port ensangonats per la lluita. Carrers que recorria animada d'ira ardent, tràgica en la seva rebel·lia, apassionada i inquietant, incitant als pusil·lànimes a aixecar-se contra els invasors o als combatents a lluitar sense treva.

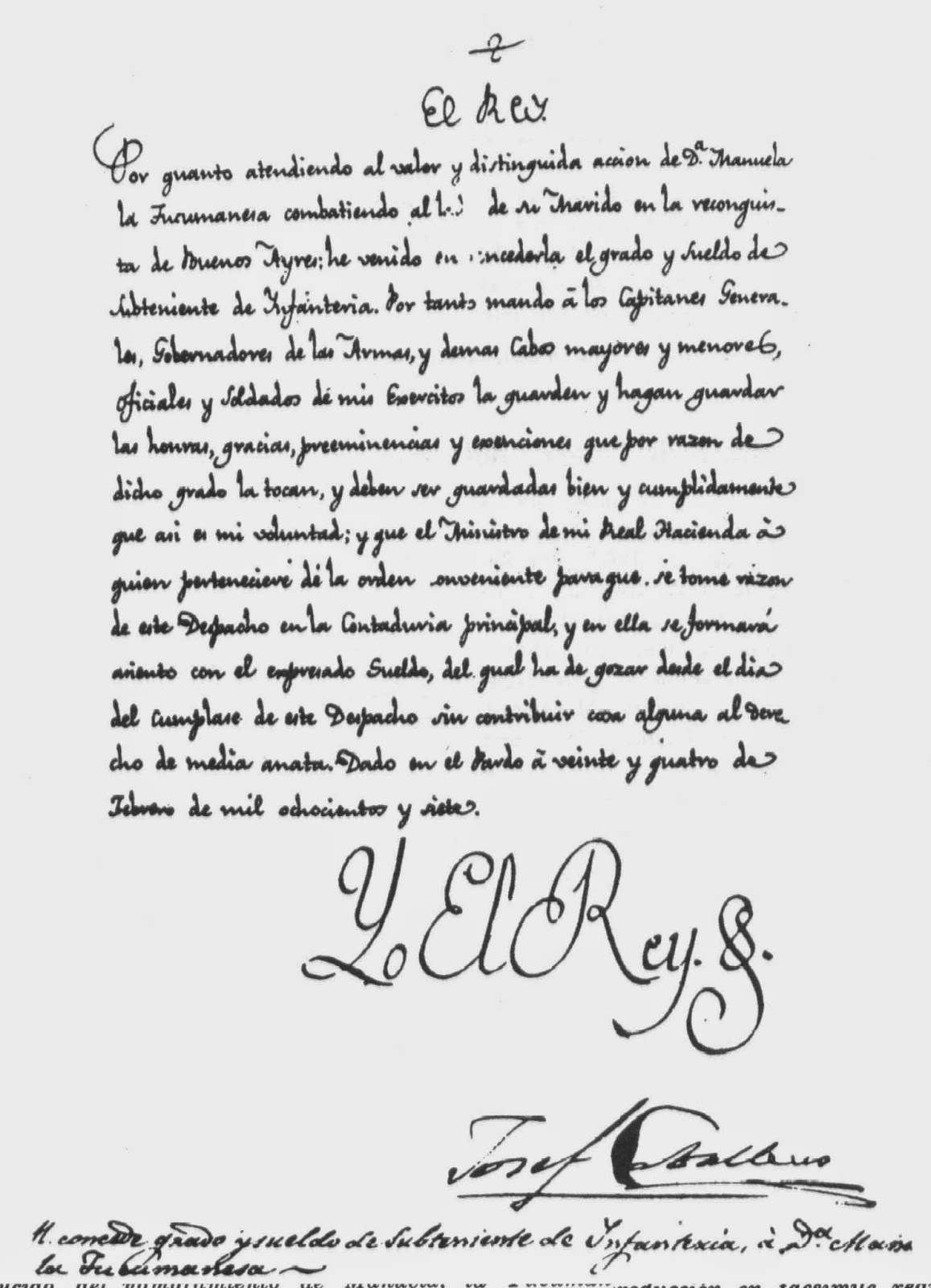
Document sobre Manuela Pedraza, trobat a l'Institut Històric de la Ciutat de Buenos Aires.

I entre un i altre episodi, potser liderant el conjunt de dones patriotes que improvisaven uniformes per a les forces que es preparaven a repel·lir a l'invasor i, sobretot, per a les del crioll Regiment de Patricis o per a les de l'humil de morens i bruns. Així ens la presenta Héctor Pedro Blomberg, durant aquest període:
| « | "Fue ella, Manuela la Tucumana, quien asistió, feliz y entusiasta, a la rendición de la espada del invasor en 1807, y fue la mano áspera de Manuela la que estrecho conmovido a don Hilarión de la Quintana cuando fue a hacer entrega del arma a Liniers, el héroe de aquellas inmortales jornadas, en presencia del pueblo rumoroso de Buenos Aires" | » |

## Després de les invasions angleses
El rei Carles IV d'Espanya la va reconèixer emetent el següent missatge:
| «                                           | El Rey: por cuanto atendiendo al valor y distinguida acción de doña Manuela La Tucumanesa, combatiendo al lado de su marido, en la Reconquista de Buenos Aires, he venido en concederle, el grado y sueldo de Subteniente de Infantería. Por tanto mando a los Capitanes Generales. Gobernadores de las Armas y demás cabos, mayores y menores, oficiales y soldados de mis ejércitos, la guarden y hagan guardar las honras, gracias, preeminencias y exenciones, que por razón de dicho grado le tocan y deben ser guardadas, bien y cumplidamente. Que así es mi voluntad y que el Ministro de mi Real Hacienda, a quien perteneciere, dé la orden conveniente, para que se tomen razón de este Despacho, en la Contaduría Principal y en ella se formará asiento con el expresado sueldo, del cual ha de gozar, desde el día del cúmplase de este Despacho, sin contribuir cosa alguna, al derecho de media anata. | » |
| — Carles IV d'Espanya, 24 de febrer de 1807 | |   |

Aquest document es troba a l'Institut Històric de la Ciutat de Buenos Aires.

## Homenatges
Avui un carrer i un col·legi de Buenos Aires porten el seu nom. Nombrosos carrers de pobles i ciutats argentines l'homenatgen, com per exemple una a Mar del Plata.
A la Província de Tucumán existeix una Comuna Rural amb el nom de Manuela Pedraza, situada a 50 quilòmetres al sud de San Miguel de Tucumán A més, una escola primària, situada en la localitat de Los Corpitos duu el seu nom.
La ciutat de Buenos Aires premia amb la Menció d'Honor Manuela Pedraza a dones exemplars en les lluites socials de l'Argentina. Va ser instaurada per destacar el rol de les dones en les lluites socials del país. El govern de la ciutat diu que "es pretén reivindicar la tradició de les lluites d'emancipació i de defensa dels interessos nacionals i populars per les quals moltíssimes compatriotes van ofrenar la seva vida."

## Influència a la cultura popular
El poeta Pantaleón Rivarola en cantar la reconquesta de Buenos Aires li va dedicar aquests versos:
| « | A estos héroes generosos una amazona se agrega. Que oculta en varonil traje triunfa de la gente inglesa: Manuela tiene por nombre. Por patria Tucumanesa | » |

Félix Luna va escriure en el seu homenatge el poema "Manuela la tucumana" que va musicalitzar amb ritme de triomf per Ariel Ramírez forma part de l'àlbum "Dones Argentines" cantat per Mercès Insulsa.